# تسرووا (آرییه)
تسرووا (به صربی: Cerova) یک روستا در صربستان است که در آرییه واقع شده‌است. تسرووا ۷٫۵۷ کیلومتر مربع مساحت و ۱٬۱۷۵ نفر جمعیت دارد و ۴۵۱ متر بالاتر از سطح دریا واقع شده‌است.